# August Kork
August Kork (estnisch: August Kork; russisch А́вгуст Ива́нович Корк; August Iwanowitsch Kork; * 22.jul. / 3. August 1887greg. in Aardla bei Dorpat, Russisches Reich; † 12. Juni 1937 in Moskau, UdSSR erschossen) war ein estnischer Revolutionär und sowjetischer Offizier sowie Diplomat.

## Leben
Kork war Offizier der zaristischen Armee und absolvierte die Generalstabsakademie. Er diente im Ersten Weltkrieg ab Februar 1917 als Stabsoffizier im Hauptquartier der Westfront. Er trat der Bewegung der Bolschewiken bei und trat 1918 in die Rote Armee ein. Im Russischen Bürgerkrieg diente er zunächst als Chef des Stabes der Roten Armee in Estland, dann als stellvertretender Kommandant der 7. Roten Armee. Im Juli 1919 wurde Kork Kommandeur der 15. Roten Armee und leitete während der Verteidigung von Petrograd die Abwehr der Weißgardisten unter General Nikolai Judenitsch. Danach führte er im Polnisch-Sowjetischen Krieg die 15. Armee bei Tuchatschewskis Westfront und wurde in der Schlacht an der Weichsel von den Polen zurückgeworfen. Am 26. Oktober 1920 erhielt er das Kommando über die 6. Rote Armee, welche die letzte intakte Weiße Armee unter General Wrangel auf der Krim besiegte.
Nach dem Bürgerkrieg übernahm Kork den Befehl über den Militärbezirk Charkow und wurde stellvertretender Kommandant der roten Streitkräfte auf der Krim. Im Oktober 1922 führte er in Turkestan den Kampf gegen die aufständischen Basmatschi Rebellen. 1925 befehligte er die Kaukasus-Armee, zwischen Mai 1927 und Mai 1928 führte er den Militärbezirk Leningrad. Im Juni 1928 wurde er als sowjetischer Militärattaché nach Berlin entsandt. Seit dem Jahre 1927 war er Mitglied der Kommunistischen Partei Russlands (B) (РКП(б)). Von 1929 bis 1935 war er Oberbefehlshaber des Moskauer Militärbezirks und ab 1935 als ranghöchster estnischer Offizier der Roten Armee zum Leiter der Militärakademie „M.W. Frunse“ berufen.
Im Zuge der Stalinschen Säuberungen wurde er am 14. Mai 1937 verhaftet und am 12. Juni des gleichen Jahres in Moskau erschossen.

## Auszeichnungen
- russischer Sankt-Stanislaus-Orden, 3. Klasse (8. Mai 1914)
- Rotbannerorden
- Revolutionäre Ehrenwaffe (25. November 1920)[3]